# Système judiciaire en république populaire de Chine
Le système judiciaire en république populaire de Chine est l'une des trois branches du gouvernement, avec l'exécutif et le législatif. Il est dirigé par le parti communiste chinois.

## Structure
Selon la constitution de la république populaire de Chine de 1982 et la loi organique des tribunaux populaires qui est entré en vigueur le 1er janvier 1980, les tribunaux chinois sont divisés en un système judiciaire à quatre niveaux dont la cour populaire suprême à Pékin au plus haut niveau.

## Droits de l'Homme
Bien que la situation des droits de l'homme en république populaire de Chine ait remarquablement évolué en Chine continentale depuis les années 1960[réf. nécessaire], (l’amendement constitutionnel de 2004 précise nommément que l’État doit protéger les droits de l’Homme), le gouvernement demeure autoritaire et est déterminé à s’opposer à toute velléité d’opposition à l’ordre comme les séparatistes du Tibet, du Xinjiang, de Hong Kong ou de toute autre province ou région. 
Amnesty International estime que la RPC détient plusieurs milliers de prisonniers politiques. Bien qu’illégaux, des cas de tortures ont été reportés par les autorités civiles[réf. nécessaire].
Le président chinois depuis 2012 Xi Jinping mène une sévère politique anti-corruption[réf. nécessaire], menant à des sanctions contre un million de membres, l'exclusion de dizaines de milliers de cadres ainsi que plusieurs arrestations de hauts dignitaires, parfois interprétés comme des règlements de compte de rivalité politique. De son côté, l'ONG des droits de l'homme Human Rights Watch critique cette politique, qui repose sur un système opaque de détention et de torture (le shuanggi), échappant à la justice ordinaire.
Les aveux sont parfois extorqués par la police, et le taux de condamnation est très élevé.